# Jacques Ferrière
Pour les articles homonymes, voir Ferrière.
Ne doit pas être confondu avec Joseph Martin Madeleine Ferrière.
Jean-Claude Fradin, dit Jacques Ferrière, est un acteur et parolier français né le 6 décembre 1932 à Paris et mort le 9 avril 2005 à Saint-Thibault-des-Vignes.

## Biographie
Jacques Ferrière a tourné aux côtés de Louis de Funès et Bourvil dans Le Corniaud (1964) ou encore dans Tête à claques (1982) de Francis Perrin mais il est surtout célèbre pour avoir prêté sa voix à de nombreux dessins animés. En 1964, à la télévision, il interprète le révolutionnaire Danton dans le téléfilm La Terreur et la Vertu pour la série historique La caméra explore le temps. Dans les années 1960 et 1970, il a constitué avec Michel Muller le duo comique « Muller et Ferrière ». Il est également l'auteur des paroles de La tendresse, chanson interprétée par Daniel Guichard.
Il meurt le 9 avril 2005 à 72 ans, des suites de la maladie d’Alzheimer. Il est inhumé à Arcueil.

## Théâtre
- 1956 : Irma la douce d'Alexandre Breffort et Marguerite Monnot, mise en scène René Dupuy, théâtre Gramont
- 1957 : Péricles, prince de Tyr de William Shakespeare, mise en scène René Dupuy, théâtre de l'Ambigu
- 1958 : Les Matadors de Marcel Marceau, théâtre de l'Ambigu
- 1958 : Vu du pont d'Arthur Miller, mise en scène Peter Brook, théâtre Antoine
- 1959 : La Double Vie de Théophraste Longuet de Jean Rougeul d'après Gaston Leroux, mise en scène René Dupuy, théâtre Gramont
- 1960 : Madame Sans-Gêne de Victorien Sardou, mise en scène Alfred Pasquali, théâtre de l'Ambigu
- 1961 : La Tragédie optimiste de Vsevolod Vichnevski, mise en scène Gabriel Garran, festival d'art dramatique d'Aubervilliers
- 1961 : Liliom de Ferenc Molnár, mise en scène Jean-Pierre Grenier, théâtre de l'Ambigu
- 1962 : La Reine galante d'André Castelot, mise en scène Jean-Pierre Grenier, théâtre des Ambassadeurs
- 1962 : Le Fils d'Achille de Claude Chauvière, mise en scène Michel de Ré, théâtre des Nouveautés, théâtre de l'Ambigu
- 1962 : L'étoile devient rouge de Seán O'Casey, mise en scène Gabriel Garran, théâtre de la Commune, théâtre Récamier
- 1963 : Don Juan de Molière, mise en scène Pierre Dux, théâtre de l'Œuvre
- 1963 : La Tempête de William Shakespeare, mise en scène Jacques Mauclair, théâtre de l'Alliance française
- 1965 : Le Goûter des généraux de Boris Vian, mise en scène François Maistre, théâtre de la Gaîté-Montparnasse
- 1967 : La Célestine de Fernando de Rojas, mise en scène Roger Kahane, théâtre du Vieux-Colombier
- 1968 : Les Hussards de Pierre-Aristide Bréal, mise en scène Jacques Fabbri, théâtre de Paris
- 1972 : Les Justes de Albert Camus, mise en scène Jean Deschamps, Festival de la Cité Carcassonne
- 1973 : Les Justes de Albert Camus, mise en scène Jean Deschamps, théâtre de Nice
- 1976 : La Cantatrice chauve d'Eugène Ionesco, mise en scène Jacques Mauclair, théâtre des Célestins
- 1976 : La Créole opiniâtre de Jacques Mauclair, mise en scène de l'auteur, théâtre du Marais
- 1980:  Hold up de Jean Stuart, adaptation et mise en scène de Michel Vocoret, théâtre Marigny
- 1981 : Faut pas faire cela tout seul, David Mathel de Serge Ganzl, mise en scène Georges Vitaly, théâtre du Lucernaire

## Music-hall, cabarets
- 1963-1975 : Bobino, l'Alhambra, etc. en duo avec Michel Muller[réf. nécessaire].

## Filmographie

### Cinéma
- 1953 : Le Grand Pavois de Jack Pinoteau
- 1955 : Gas-Oil de Gilles Grangier
- 1956 : C'est arrivé à Aden de Michel Boisrond : Joyce
- 1957 : La Garçonne de Jacqueline Audry
- 1958 : Le Petit Prof de Carlo Rim : un appelé en 1946
- 1958 : Les amants de Montparnasse de Jacques Becker
- 1958 : Les Copains du dimanche de Henri Aisner : Gilbert
- 1960 : Les Amours de Paris de Jacques Poitrenaud
- 1964 : Le Corniaud de Gérard Oury : le chauffeur de Saroyan
- 1964 : Week-end à Zuydcoote de Henri Verneuil
- 1965 : La Nuit des adieux de Jean Dréville : Anton Minkh
- 1965 : La table, court métrage de Pierre Buquet
- 1967 : Le Franciscain de Bourges de Claude Autant-Lara : M. Desgeorges
- 1973 : L'Événement le plus important depuis que l'homme a marché sur la Lune de Jacques Demy
- 1978 : Comment passer son permis de conduire de Roger Derouillat : Le patron de l'auto-école
- 1978 : Bactron 317 ou L'Espionne qui venait du show de Jean-Claude Strömme et Bruno Zincone : voix-off du réalisateur
- 1979 : Le Manteau d'astrakan (Il cappotto di Astrakan) de Marco Vicario
- 1979 : Alors... Heureux ? de Claude Barrois : Brochard
- 1980 : Le Bar du téléphone de Claude Barrois : Max
- 1981 : Madame Claude 2 de François Mimet : le rédacteur en chef du Citoyen
- 1981 : Est-ce bien raisonnable ? de Georges Lautner : rôle coupé au montage
- 1982 : Tête à claques de Francis Perrin : le patron du garage

### Télévision
- 1957 : Plaisir du théâtre de André Leroux, épisode Les grands
- 1957 : En votre âme et conscience de Jean Prat, épisode L'affaire Weidmann
- 1961 : Flore et Blancheflore de Jean Prat
- 1962 : Rêves d'amour de Abder Isker : Honoré de Balzac
- 1963 : Le Chemin de Damas de Yves-André Hubert : Le troisième chef
- 1963 : Janique Aimée de Jean-Pierre Desagnat : César
- 1963 : Le Perroquet du fils Hoquet de Pierre Prévert : Le fils Hoquet
- 1964 : La caméra explore le temps de Stellio Lorenzi, épisodes Le drame de Mayerling : Loschek, La Terreur et la Vertu : Danton : Danton
- 1964 : Tout ce que vous demanderez de Jean-Paul Carrère : Simon
- 1964 : Les Cabinets particuliers de Alain Boudet : Gibelotte
- 1964-1965 : Thierry la Fronde, épisodes Une journée tranquille (1964) de Robert Guez, La route de Calais (1965) de Pierre Goutas, Le Signe du sagittaire (1965) de Pierre Goutas : le moine
- 1966 : Thierry la Fronde, épisode: La fourche du diable de Joseph Drimal : Léonard de Gusty
- 1966 : Les Compagnons de Jehu de Michel Drach : Le commissaire
- 1967 : Vidocq : épisodes L'éternel évadé de Marcel Bluwal, Vidocq et les faux témoins de Claude Loursais : un policier
- 1972 : Le Nez d'un notaire de Pierre Bureau : le Turc
- 1974 : Drôle de graine de Henri Jouf : le curé
- 1974 : Eugène Sue de Jacques Nahum : Honoré de Balzac
- 1974 : Un Chat sous l'évier de Pierre Neel : Maxime
- 1976 : Messieurs les jurés de Michel Genoux, épisode L'affaire Craznek : Maître Guillemont, avocat de la défense
- 1978 : Point commun de Olivier Descamps : Fernand
- 1980 : Au théâtre ce soir de Pierre Sabbagh, épisode Hold up : Emile
- 1980 : Histoires étranges de Pierre Badel, épisode La loupe du diable : Gaby
- 1982 : Le Féminin pluriel de Marcel Camus : le directeur de la télévisipn
- 1982 : The Facts of Life Goes to Paris d'Asaad Kelada : Pierre Petit
- 1991 : Les Hordes de Jean-Claude Missiaen : Gandin
- 1991 : Imogène de Paul Vecchiali, épisode Vous êtes folle, Imogène : le commissaire
- 1993 : Une Image de trop de Jean-Claude Missiaen : M. Angelvin

## Émissions de télévision
- 1964-1982 : 79 émissions avec Jean-Christophe Averty
- 1965 : Quoi de neuf de Raoul Sangla : sketch L'alcool avec Michel Muller
- 1967 : Bienvenue de Raoul Sangla : sketch Les Robots avec Michel Muller
- 1969 : L'invité du dimanche de Jacques Audoir : sketches avec Michel Muller
- 1970 : Samedi et compagnie de Bernard Lion : sketches avec Michel Muller
- 1970 : Histoire de s'amuser : Le train de Saint-Germain de Jean Pradinas : sketches avec Michel Muller
- 1970 : L'invité du dimanche de Jean Pradinas : sketches avec Michel Muller
- 1970 : Histoire de s'amuser de Jean Pradinas présenté par Alain Decaux : sketches avec Michel Muller
- 1971 : Samedi soir de Georges Folgoas présenté par Diane Segard et Philippe Bouvard : sketches avec Michel Muller
- 1971 : Marcel Amont sur la 2 de Rémy Grumbach: présentation avec Michel Muller
- 1972 : Noël à Paris de Pierre Tchernia
- 1972 : Les humoristes: Cami de Pierre Philippe : saynète Les Drames du Tyrol avec Michel Muller
- 1972 : Samedi pour vous de Jean Pradinas : sketch Au purgatoire avec Michel Muller
- 1972 : Spécial cinéma comique: Buster Keaton de Gérard Gozlan: sketch avec Michel Muller regardant dans un cinéma un film de Buster Keaton Cops - Extrait de L'épouvantail
- 1974 : Miroirs du temps présent: Opération cœur ou le roman photo de Bernard Gesbert & Guy Chalon
- 1976, 1977, 1978 : Eh bien raconte puis Alors raconte de Georges Folgoas & François Biron : sketches & présentation avec Michel Muller (sketches: "Dialogue d'hommes grenouilles", "La bourse c'est la vie", "Sauvé des eaux", "Le train de Toulouse", "Les rois du tampon", "Menu gastronomique", "De père en fils"...), Francis Lax, avec Arièle Semenoff (sketch: "La belle avocate"), avec Maurice Horgues (sketch: "Un conseil d'ami"), avec Henri Génès (sketch: "Un curé de choc"), avec André Gaillard (sketchs: "Le barbier de qualité", "L'instruction, quel problème", "Chopin & Musset", "Le piano", "Plus on est de folles"), avec Francis Lemaire (sketch: "Des enfants non violents"), avec Jacques Ciron (sketch: "Le fou"), avec Christian Méry (sketch: "Le sentier"), avec Patrick Green & Olivier Lejeune ("sketch: "La visite du musée Grévin"), avec Perrette Pradier, avec Maurice Travail...

## Discographie
- 1962 : Tchaikovsky - sa vie - sa musique : Texte de Jeanine Daubannay, Réalisation de Pierre Thymal, Direction artistique de Claude Moliterni, Acteurs : Marguerite Perrin - Betty Becker - Georges Adet - Pierre Garin - Jacques Torrens - Jacques Ferrière - Jean Juillard - Jean-Pierre Gourmelen - Jean Berger - Pierre Constant - Récitant : Henri Poirier, 1 disque 33 t 30 cm Vox
- 1963 : La vie extraordinaire de Mozart : pour les enfants : Texte de Jeanine Daubannay, Réalisation de Pierre Thymal, Direction artistique de Claude Moliterni, Acteurs : Marguerite Perrin - Betty Becker - Georges Adet - Pierre Garin - Jacques Torrens - Jacques Ferrière - Jean Juillard - Jean-Pierre Gourmelen - Jean Berger - Pierre Constant - Récitant : Henri Poirier, 1 disque 33 t 25 cm Minivox
- 1966 : Le Goûter des généraux : pièce en 3 actes de Boris Vian, Distribution de la création parisienne au théâtre de la Gaîté-Montparnasse, septembre 1965 : André Thorent (Général James Audubon Wilson de la Pétardière Frenouillou) ; Odette Piquet (Mme de la Pétardière) ; Jacques Ferrière (Léon Plantin) ; Raoul Billerey (Général Dupont d'Isigny) ; François Maistre (Général juillet) ; Claude Evrard (Général Lenvers Delaveste) ; Francis Lax (ordonnance du Général de la Pétardière) ; Paul Crauchet (archevêque) ; Henriette Conte (Francine) ; Martin Trévières (Général Korkiloff) ; Van Doude (Général Jackson) et François Robert (Général Chin-Ping-Pin), 1 disque 33 t, mono 30 cm Adès
- 1967 : Irma la Douce : comédie en 2 actes de Marguerite Monnot et Alexandre Breffort, musique arrangée par Raymond Legrand, orchestre dirigé par Fred Alban, Enregistrement réalisé au théâtre de l'Athénée en novembre 1967 : Colette Renard, (Irma la Douce) ; Franck Fernandel, (Nestor-Mr Oscar) ; René Dupuy, (Bob le Hotu) ; Maurice Chevit (le Président du Tribunal, la Douceur); Jean Mauvais (Roberto les Diams, Mes Bottes) ; Jacques Ferrière (Polype-le-Mou, le Procureur, Mr Bougne) ; François Moro-Giafferi (l'avocat, Dudu la Syntaxe) ; Franck Valmont (Persil) ; Alain Janey (Mac Farlane, un client, le Commissaire, un passant) ; Jacques Marchand (Bébert la Méthode, Cocher Fidèle, le Percepteur) ; Michel Vocoret (Frangipane) ; Maurice Illouz (un agent de police, un garde municipal), 2 disques 33 t, stéréo 30 cm Decca
- 1967 : Michel Muller et Jacques Ferrière : 	L’alcool - Les robots -	Le chanteur engagé, présentation au dos de la pochette par Jean-Christophe Averty, 1 disque 45 tours 17 cm CBS
- 1968 : Muller et Ferrière : Au creux de ton oreille - Madame Desnoix, 1 disque 45 tours 17 cm CBS
- 1973 : Douchka : textes des chansons de Charles Aznavour; musique de Georges Garvarentz; interprètes : Marcel Merkès, Paulette Merval, Lucette Raillat, Jacques Ferrière, Gérard Chapuis, 1 disque 33 t 30 cm FTC/Discodis
- 1979 : Hong Kong Fou Fou : texte des chansons de Francis Scaglia; musique de François Rauber; interprètes : Michel Roux (acteur), Jacques Ferriere, 1 disque 45 t stéréo 17 cm CBS
- 1979 : Goldorak Comme Au Cinéma : Texte – Michel Gatineau, Distribution - [Actarus] – Daniel Gall, [Alcor] – Pierre Guillermo, [Hydargos] – Marc De Georgi, [Minas] – Paule Emanuele, [Mizar] – Marcelle Lajeunesse, [Procyon] – Michel Gatineau, [Riguel] – Jacques Ferriere, [Spy] – Jean-François Laley, [Uranus] – Arlette Thomas, [Vénusia] – Jeanne Val, 1 disque 33 t 30 cm CBS
- 1982 :  Il Était Une Fois... L'espace (Du Côté D’Andromède) : Texte – Albert Barillé et Jean-Yves Casgha - Musique – Michel Legrand - Orchestrations -  Armand Migiani - Chanteur - Jean-Pierre Savelli - Narratrice – Claire Montmory - Interprètes -  Annie Balestra, Jacques Ferrière, José Luccioni, Roger Carel, Vincent Ropion, 1 disque 33 t 30 cm RCA Victor
- 1997 : Tartarin de Tarascon : texte de Alphonse Daudet, interprètes : Pierre Maguelon, Armand Méfrère, Andrée Damant, Jacques Ferrière, Roger Crouzet, 3 cassettes audio Dolby Harmonia mundi

## Doublage
Note : Les dates en italique correspondent aux sorties initiales des films dont Jacques Ferrière a assuré le redoublage ou le doublage tardif.

### Cinéma

#### Films
- Ned Beatty dans :
  - Les Hommes du président (1976) : Martin Dardis
  - 1941 (1979) : Ward Douglas
  - The Toy (1982) : Mr. Morehouse
  - À fond la fac (1986) : le recteur David Martin

- Stu Nahan (en) dans :
  - Rocky (1976) : le commentateur #2
  - Rocky 2 : La Revanche (1979) : le commentateur #2
  - Rocky 3 : L'Œil du tigre (1982) : le commentateur #2 aux deux matchs Rocky Balboa vs Clubber Lang

- L. Q. Jones dans :
  - Pendez-les haut et court (1968) : Loomis
  - Piège à San Francisco (1968) : James Lacey, le concierge de l'hôtel

- Joe Spinell dans :
  - Le Parrain 2 (1974) : Willi Cicci (1er doublage)
  - Taxi Driver (1976) : le recruteur au service des taxis

- Dom DeLuise dans :
  - Drôle de séducteur (1977) : Adolf Zitz
  - La Cage aux poules (1980) : Melvin P. Thorpe

- James Belushi dans :
  - Le Solitaire (1981) : Barry
  - Jumpin' Jack Flash (1986) : le réparateur / le chauffeur de Taxi / le flic

- Danny Aiello dans :
  - Le Policeman (1981) : Morgan
  - Calendrier meurtrier (1989) : Vincent Alcoa

- Paul L. Smith dans :
  - Dune (1984) : Glossu Rabban
  - Mort sur le grill (1985) : Faron Crush

- George Dzundza dans :
  - Une défense canon (1984) : Steve Loparino
  - Chasseur blanc, cœur noir (1990) : Paul Landers

- John Goodman dans :
  - Arizona Junior (1987) : Gale Snoats
  - La Pie voleuse (1987) : Détective Nyswander

- Ed O'Ross dans :
  - 48 Heures de plus (1990) : Franck Cruise
  - Dick Tracy (1990) : Itchy

Mais aussi :
- 1935 : Les 39 Marches : le maître de cérémonie du music-hall (Pat Hagate)
- 1942 : Casablanca : le policier moustachu à l'aéroport[Qui ?] (2e doublage)
- 1946[3] : Jusqu'à la fin des temps : Lawson (Jack Lee)
- 1954[4] : Le Cavalier traqué : le shérif adjoint Tub Murphy (Wayne Morris)
- 1959 : L'Aventurier du Rio Grande : Ludwig « Chico » Sterner (Max Slaten)
- 1959[5] : Darby O'Gill et les Farfadets : Lord Fitzpatrick (Walter Fitzgerald) et Paddy (Farrell Pelly)
- 1960 : Alamo : le capitaine James Butler « Jim » Bonham (Patrick Wayne)
- 1962 : L'Homme qui aimait la guerre : Prien (Al Waxman)
- 1962 : Les Enfants du capitaine Grant : le bras droit d'Ayrton (George Murcell)
- 1964 : Le Brigand de la steppe : le messager d'Alta Khan[Qui ?]
- 1964 : Les Premiers Hommes dans la Lune : le reporter de l'Express (Paul Carpenter)
- 1964 : Banco à Bangkok pour OSS 117 : l'espion à l'appareil photo
- 1965 : Et pour quelques dollars de plus : le patron de l'Hôtel (Kurt Zips)
- 1966 : La Poursuite impitoyable : Lem (Clifton James)
- 1966 : M15 demande protection : William, le barman (Michael Brennan)
- 1966 : Technique d'un meurtre : l'instructeur du stand de tir (Jacques Stany)
- 1966 : Lieutenant Robinson Crusoé : le chef d'équipe (John Dennis)
- 1967 : Sept Secondes en enfer : Texas Jack Vermillion (William Windom)
- 1967 : Opération frère cadet : Juan (Franco Giacobini)
- 1967 : La mort était au rendez-vous : l'adjoint du shérif de Lyndon City (Romano Puppo)
- 1967 : Fantomas contre Scotland Yard : Équipe Fer de Lance, un homme de main de Fantômas
- 1967 : Custer, l'homme de l'ouest : un prospecteur retenu au fort[Qui ?]
- 1967 : Trois milliards d'un coup : le comptable dans la salle d'information (David Pinner)
- 1968 : Destination Zebra, station polaire : le lieutenant Martin Mitgang (Lee Stanley)
- 1968 : La Brigade du diable : le soldat Omar Greco (Richard Jaeckel)
- 1968 : Le Gang de l'oiseau d'or : Martin Swan (Geoffrey Reed)
- 1968 : Les Hommes de Las Vegas : un homme de la patrouille poursuivant Vincenzo[Qui ?]
- 1969 : La Horde sauvage : Crazy Lee (Bo Hopkins)
- 1969[6] : Le Contrat : Joey (John Medici)
- 1970 : M*A*S*H : le colonel Merril (James B. Douglas)
- 1970 : Le Reptile : Skinner (Bert Freed)
- 1970 : Le Pays de la violence : Hunnicutt (Charles Durning)
- 1970 : Le Maître des îles : le serviteur hawaïen[Qui ?]
- 1971 : Le Dernier Train pour Frisco : Eli Jones (Merlin Olsen)
- 1971 : Charlie et la Chocolaterie : le journaliste du Sud-Ouest[Qui ?] (1er doublage)
- 1971 : La Rage du tigre : un bandit (Kang-Yeh Cheng) et autres personnages (1er doublage)
- 1971 : La Classe ouvrière va au paradis : le sosie de Marx (Donato Castellaneta)
- 1971 : Le Baron Rouge : le major Lanoe Hawker (Corin Redgrave)
- 1972 : Joe Kidd : Lamarr Simms (Don Stroud)
- 1972 : Le Métro de la mort : Détective Sergent Rogers (Norman Rossington)
- 1972 : La Horde des salopards : Major Franck Ward (Telly Savalas)
- 1972 : Le Grand Duel : un homme du clan Saxon[Qui ?]
- 1972 : Tombe les filles et tais-toi : Dick (Tony Roberts)
- 1973 : L'Arnaque : Riley (John Quade)
- 1973 : Serpico : Don Rubello (Norman Ornellas)
- 1973 : Une maîtresse dans les bras, une femme sur le dos : Walter Menkes (Paul Sorvino)
- 1974 : Le Voyage fantastique de Sinbad : Ahmed (Takis Emmanuel)
- 1974[7] : Massacre à la tronçonneuse : Franklin Hardesty (Paul A. Partain) (1er doublage)
- 1974 : Tremblement de terre : Jody (Marjoe Gortner)
- 1974 : Le shérif est en prison : Howard Johnson (John Hillerman)
- 1974 : Les Derniers Jours de Mussolini : un partisan chargé de la garde de Mussolini[Qui ?]
- 1974 : Plein la gueule : Caretaker (James Hampton)
- 1974 : L'Énigme de Kaspar Hauser : Kaspar Hauser (Bruno Schleinstein)
- 1974 : La Rançon de la peur : Vittorio (Gino Santercole)
- 1974 : Le Blanc, le Jaune et le Noir : le vendeur de la moto[Qui ?]
- 1974 : La Grande Casse : Parnelli Jones + voix secondaires
- 1974 : Mon nom est Trinita : Kelly (William Bogart)
- 1974 : Tant qu'il y a de la guerre, il y a de l'espoir : Balcazar (Sergio Puppo) et un douanier[Qui ?]
- 1975 : La Course à la mort de l'an 2000 : Nero (Martin Kove)
- 1975 : La Toile d'araignée : Pat Reavis (Andrew Robinson)
- 1975 : Un génie, deux associés, une cloche : l'idiot du village (Gérard Boucaron)
- 1975 : Lepke, le caïd : « Gurrah » Shapiro (Warren Berlinger)
- 1975 : Objectif Lotus : Sir Geoffrey Wilkins (Richard Pearson)
- 1976 : King Kong : Fred Wilson (Charles Grodin)
- 1976 : Sherlock Holmes attaque l'Orient-Express : Dr Sigmund Freud (Alan Arkin)
- 1976 : En route pour la gloire : Ozark Bule (Ronny Cox)
- 1976 : La Bataille de Midway : le soldat Dombrowski (Redmond Gleeson)
- 1976 : Missouri Breaks : Hellsgate, le rancher (James Greene)
- 1976 : Meurtre pour un homme seul : Fouad (Charles Cioffi)
- 1976 : Ambulances tous risques : Moran (Severn Darden)
- 1976 : Gator de Burt Reynolds : Bama McCall (Jerry Reed)
- 1976 : Pour pâques ou à la trinita : Butch (Michael Coby)
- 1976 : Meurtres sous contrôle : Lieutenant Jordan[Qui ?]
- 1976 : Les Rescapés du futur : John Turlow (Jim Antonio)
- 1976 : Parole d'homme : Braun (Gernot Endemann)
- 1976 : Trinita, connais pas : le marin français (Nello Pazzafini)
- 1976 : Les Tsiganes montent au ciel : Bucha (Borislav Brondoukov)
- 1976 : Vengeance d'outre-tombe : Enoch Land (Fuddle Bagley) et un homme de main de Bliss[Qui ?]
- 1976 : C'est arrivé entre midi et trois heures : Sam (Davis Roberts) et M. Taylor (Larry French)
- 1976 : Soudain... les monstres : Davis (Chuck Courtney)
- 1977 : L'Embrouille : Joe Lo Monaco (James Coco)
- 1977 : Cours après moi shérif : Big Enos (Pat McCormick)
- 1977 : Légitime Violence : Lopez (James Victor)
- 1977 : MacArthur, le général rebelle : le général à lunettes dans le bureau du président Truman[Qui ?]
- 1978 : Grease : Doody (Barry Pearl)
- 1978 : Superman : Warden (Roy Stevens) (1er doublage)
- 1978 : Magic : Todson (David Ogden Stiers)
- 1978 : Le Récidiviste : le gardien de prison (Ronald L. Mellinger)
- 1978 : La Grande Bataille : le correspondant de guerre assistant O'Hara (Patrick Reynolds)
- 1978 : Drôle d'embrouille : Stanley Tibbets (Dudley Moore)
- 1978[8] : Zombie : Wooley (James A. Baffico)
- 1978 : Le ciel peut attendre : un membre du conseil d'administration[Qui ?] et un journaliste[Qui ?]
- 1978 : Mélodie pour un tueur : le prisonnier italien (Tom Signorelli)
- 1978 : L'Ouragan vient de Navarone : Maj. Petrovitch (Alan Badel)
- 1978 : Les Sept Cités d'Atlantis : Jacko (Derry Power)
- 1978 : L'Argent de la banque : le serrurier (Guy Sanvido)
- 1978 : La Cage aux folles : le flic moustachu à la djellaba[Qui ?]
- 1979 : Apocalypse Now : Jay « Chef » Hicks (Frederic Forrest) (1er doublage)
- 1979 : Guerre et Passion : le second lieutenant Jerry Cimino (Richard Masur)
- 1979 : Le Syndrome chinois : Ted Spindler (Wilford Brimley)
- 1979[7] : Mad Max : Crawford « Nightrider » Montizano (Vincent Gil)
- 1979 : Que le spectacle commence : Paul Dann (Anthony Holland)
- 1979 : Qui a tué le président ? : Capitaine Heller 1 (Brad Dexter)
- 1979 : Alerte dans le cosmos : Smedley (John Ireland)
- 1979 : Le Trésor de la montagne sacrée : Khasim (Milo O'Shea)
- 1979 : Brigade des anges : Joe (Ken Minyard)
- 1979 : Mélodie meurtrière : le commissaire Voghera (Renato Pozzetto)
- 1980 : L'Empire contre-attaque : le général Maximilian Veers (Julian Glover)
- 1980 : Les Loups de haute mer : Robert King (David Hedison)
- 1980 : Fame : Angelo Martelli (Eddie Barth)
- 1980 : Brubaker : Dr Fenster (Noble Willingham)
- 1980 : Gloria : le patron du bar (Lawrence Tierney) et le chauffeur de Taxi noir expulsant Sill (Walter Dukes)
- 1980 : Des gens comme les autres : Salan, le professeur de natation (M. Emmet Walsh)
- 1980 : Ça va cogner : Zack Tupper (Barry Corbin)
- 1980 : Mr. Patman : le conducteur du bus (John Wye)
- 1980 : Atlantic City : Alfie (Al Waxman)
- 1980 : La Formule : Herbert Glenn (Gerard Murphy (en))
- 1980 : La Coccinelle à Mexico : le capitaine Blythe (Harvey Korman)
- 1980 : Les Chiens de guerre : Baker (Christopher Malcolm)
- 1980 : La Plage sanglante : le sergent Royko (Burt Young)
- 1980 : Le Droit de tuer : Ralph, le barman (Ralph Monaco)
- 1981 : Mad Max 2 : Le Défi :  le mécanicien (Steve J. Spears)
- 1981 : Das Boot : Hinrich (Heinz Hoenig) (1er doublage)
- 1981 : Blow Out : Sam (Peter Boyden)
- 1981 : Outland : Slater (Norman Chancer)
- 1981 : Wolfen : Chet[Qui ?]
- 1981 : Réincarnations : Ben (Macon McCalman)
- 1981 : À l'est d'Eden : Charles Trask (Bruce Boxleitner)
- 1982 : Rocky 3 : L'Œil du tigre : le commentateur #1 du combat Rocky Balboa vs Thunderlips (Dennis James)
- 1982 : Rambo : Balford (Michael Talbott)
- 1982 : Victor Victoria : le compagnon de Guy Langois (Olivier Pierre)
- 1982 : Banana Joe : l'officier de Police (Salvatore Basile (es))
- 1982 : À la recherche de la panthère rose : Taxi (William Hootkins)
- 1983 : Tonnerre de feu : le mexicain[Qui ?]
- 1983 : La Nuit des juges : Détective James Wickman (John DiSanti)
- 1983 : Œil pour œil :  Falcon (Daniel Frishman)
- 1983 : Gorky Park : Pr Andreev (Ian McDiarmid)
- 1983 : Private School (en) : Drug Store Clerk (Martin Mull)
- 1984 : Greystoke, la légende de Tarzan : le major Jack Downing (Nigel Davenport)
- 1984 : Body Double : Rubin (Dennis Franz)
- 1984 : Cannonball 2 : Victor Prinzim / le capitaine Chaos / don Canneloni (Dom DeLuise)
- 1984 : Le Train de Chattanooga : Bert Waters (George Kennedy)
- 1984 : Le Kid de la plage : Phil Brody (Richard Crenna)
- 1984 : Signé : Lassiter : Max Hofer (Warren Clarke)
- 1984 : Splash : le Dr Walter Kornbluth (Eugene Levy)
- 1985 : Allan Quatermain et les Mines du roi Salomon : Dogati (John Rhys-Davies)
- 1985 : Les Chester en Floride : Jack Chester (John Candy)
- 1985 : Cluedo : Wadsworth (Tim Curry)
- 1985 : Le Dernier Dragon : Hu Yi (Henry Yuk)
- 1986 : Allan Quatermain et la Cité de l'or perdu : Kader[Qui ?]
- 1986 : Un couple à la mer : Wilbur Budd (Frank Buxton)
- 1986 : Le Soleil en plein cœur : Henry Dingwell (John Ewart)
- 1987 : Angel Heart : le détective Stern (Eliott Keener)
- 1987 : Tuer n'est pas jouer : Brad Whitaker (Joe Don Baker)
- 1987 : Over the Top : Le Bras de fer : le commentateur (Bob Beattie) et Tony (Tony Munafo)
- 1988 : Mort à l'arrivée : Détective Brockton (Jack Kehoe)
- 1988 : Princess Bride : Max le Miracle (Billy Crystal)
- 1989 : Tango et Cash : Matt Sokowski (Phil Rubenstein (en))
- 1989 : Nous ne sommes pas des anges : le shérif-adjoint (Bruno Kirby)
- 1989 : Les Indians : Charlie Donovan (Charles Cyphers)
- 1990 : Retour vers le futur 3 : le second vieil homme du Saloon (Harry Carey Jr.)
- 1991 : Les Nerfs à vif : Tom Broadbent (Fred Dalton Thompson)
- 1992 : Un faire-part à part : Carmine Syracusa (Louis Mustillo)

#### Films d'animation
- 1941[9] : Dumbo : La cigogne
- 1972 : Tintin et le Lac aux requins
- 1974 : Dunderklumpen : Dunderklumpen
- 1975 : Rikki-Tikki-Tavi : Le Papa de Teddy
- 1976 : La Flûte à six schtroumpfs : Le marchand de musique
- 1979 : Les Fabuleuses aventures du légendaire Baron de Munchausen
- 1980 : Le Chaînon manquant : le gros con no 1
- 1982 : Le Prince du soleil : le professeur Koudor / Pomrox
- 1982 : Aladdin et la lampe merveilleuse : Le Sorcier
- 1984 : Le Bébé Schtroumpf
- 1984 : V'la les Schtroumpfs
- 1986 : Bleu, l'enfant de la Terre : Surf
- 1987 : Le Petit Grille-pain courageux : La radio
- 1987 : Les P'tits Schtroumpfs
- 1990 : La Bande à Picsou, le film : Le Trésor de la lampe perdue : Dijon / Arsène
- 1995 : Toy Story : M. Patate

### Télévision

#### Téléfilms
- 1975 : Le Comte de Monte-Cristo : M. Dantes (Ralph Michael)
- 1975 : La Nuit qui terrifia l'Amérique : Clarence (Walker Edmiston)
- 1975 : The Kansas City Massacre : Frank "Jelly" Nash (Mills Watson)
- 1977 : Les Fourmis : le chef des pompiers (Brian Dennehy)
- 1978 : Au temps de la guerre des étoiles : C3PO (Anthony Daniels)
- 1978 : Terreur dans le ciel : Nick Willis (Dan Haggerty)
- 1980 : Encore plus de Mystères de l'Ouest : Albert Paradine II (Jonathan Winters)
- 1981 : La Chartreuse de Parme : le général Fabio Conti (Piero Vida)
- 1996 : Les Voyages de Gulliver : Rajah (Shashi Kapoor)

#### Séries télévisées
- George Dzundza dans :
  - Starsky et Hutch (1984) : Crandell
  - New York, police judiciaire (1988-1991) : Sgt Maxwell « Max » Greevey
- 1974-1981 : Doctor Who : le quatrième Docteur (Tom Baker)
- 1976 : Le Riche et le Pauvre : Brad Knight (Tim McIntire)
- 1976 : Moi Claude empereur : Néron (Christopher Biggins)
- Dans la série Starsky et Hutch (1978-1983)
  - « Gros » Rolly (Michael Lerner) (saison 1, épisodes 1 et 3)
  - Polly (Elisha Cook Jr.) (saison 1, épisode 11 : "Folie furieuse")
  - M.Moreno, le concierge (Frank Lugo) (saison 2, épisode 22 : "Jungle, vous avez dit jungle ?")
- 1979 : Terreur à bord : Georges Sauvinage (James Coco)
- 1981-1987 : Dynastie : Matthew Blaisdel (Bo Hopkins)
- 1981-1987 : Hill Street Blues : Officier Andrew « Andy » Renko (Charles Haid) - 1re voix
- 1983 : Les Oiseaux se cachent pour mourir : Rainer Hartheim (Ken Howard)
- 1983 : Zorro et fils : Napa / Sonoma (Barney Martin)
- 1989 : Le Tour du monde en quatre-vingts jours : le contrôleur du train transaméricain (Henry Gibson)

#### Séries télévisées d'animation
- Babar : Zéphyr
- Barnyard Commandos
- Candy : M. Mathieu / M. Brighton
- Capitaine Flam : Kahlone (2e voix)
- CLYDE : CLYDE
- Conan l'Aventurier : Loup-Gris / Dregs / Epemitrius / Chan, le grand-père de Conan
- Cubitus : Sénéchal
- Le Défi des Gobots : Scooter / le docteur Braxis
- Edgar de la Cambriole : Yokitori / l'inspecteur Lacogne / Kanzaï Kindani
- Ferdy la Fourmi : Fruidor (1re voix) / Arambula / Oscar (2e voix)
- Gigi : Sinbouk / Le roi de Fenarinarsa
- Goldorak :  Rigel
- Ken le Survivant : Ryuga
- Hong Kong Fou Fou : le sergent
- Il était une fois... l'Espace : voix additionnelles
- Lucky Luke : le docteur Doxey
- Les Maîtres de l'univers : Skeletor / Lézor / Tibus
- Les Mystérieuses Cités d'or : Pedro
- Les Nouveaux voyages de Gulliver (Gulliver's Travels) : Docteur Film
- L'Oiseau bleu : le narrateur / le père des enfants / Âme du feu
- Pac-Man (1982) : Inky
- Les Poupies : Tommy / Dash
- Princesse Saphir : le frère du roi / Duraldine (2e voix)
- La Revanche des Gobots : Vrille
- Rody le petit Cid : frère Barnudo
- Sally la petite sorcière : le grand-père de Sally (1re voix)
- Samouraï Pizza Cats : Guidon
- Scooby-Doo et Scrappy-Doo : Scrappy-doo (2e voix)
- She-Ra, la princesse du pouvoir : Sansor / Skeletor / Sérenia
- Les Schtroumpfs : Schtroumpf farceur / Schtroumpf paresseux / Schtroumpf coquet / Schtroumpf tailleur / Schtroumpf nature / Schtroumpf curieux / Grossbouf / Hogatha / Scrupule
- Super Mario Bros : Luigi
- Transformers : Starscream (1re voix) / Grimlock / Rumble / Hound / Sideswipe / Sparkplug Witwicky
- Le Vol des dragons : Ommadon / le loup Araak / Gorbash
- X-Or : le magicien
- "La Bande à Picsou (série télévisée d'animation, 1987)" : Dijon, Poupon